# Felipe Michlig
Felipe Enrique Michlig es un político argentino nacido el 17 de mayo de 1963 en Ambrosetti, provincia de Santa Fe. Actualmente se desempeña como senador provincial por el departamento San Cristóbal.

## Historia
A los 22 años de edad fue elegido por primera vez como Presidente Comunal de su pueblo natal, cargo que desempeñó de manera consecutiva durante 14 años. En el año 1999 fue designado en elecciones como senador provincial, cargo que sigue ejerciendo en la actualidad luego de sucesivas reelecciones. En diciembre de 2023 fue elegido Presidente provisional del senado. Paralelo a su desempeño como funcionario público ocupó cargos partidarios de importancia dentro de la Unión Cívica Radical (UCR) tales como Tesorero del Comité Nacional y Presidente del Comité Provincial.